# Pergamino de los Reyes
El Pergamino de los Reyes es un manuscrito ficticio descrito en los textos que conforman el legendarium del escritor británico J. R. R. Tolkien. En él se escribían con una tinta dorada los nombres de todos los reyes de Númenor,  empezando con Elros Tar-Minyatur hasta Ar-Pharazôn el Dorado, el vigesimoquinto y último rey de Númenor. Se le consideraba una reliquia del Reino.
Para que el nombre de un rey fuera inscrito en el pergamino, debía ser elegido por el rey anterior y obtener de este el cetro dorado que le identificaba como gobernante. Sin embargo, hubo algún rey, como Vardamir, que abdicó, cuyo nombre fue escrito en el pergamino pero no llegó a gobernar, ya que abdicó inmediatamente tras recibir el cetro. Tampoco reinó de manera efectiva Tar-Vanimeldë, reina regente que abandonó los asuntos de estado en manos de su esposo Herucalmo para dedicarse a sus aficiones, entre las que destacaban la música y el baile. Aunque Herucalmo se proclamó rey después de la muerte de Tar-Vanimeldë con el nombre de Tar-Anducal y reinó durante veinte años impidiendo la coronación de su hijo Tar-Alcarin hasta su muerte, no se le permitió escribir su nombre en el pergamino por no ser de la casa de Elros, considerándosele un usurpador, y a Tar-Alcarin el único rey legítimo.
Después de Tar-Calmacil, a causa de su orgullo y odio contra los Valar y los Elfos, los reyes dejaron de usar el quenya para los nombres reales y empezaron a darse nombres en adunaico. En el Pergamino de los Reyes, sin embargo, se continuó escribiendo los nombres en quenya a modo de superstición, pues temían en un mal que podría venir (y también para fingir que continuaban sirviendo a los Valar). 
También se piensa que Tar-Míriel pudo haber escrito su nombre en le pergamino de los reyes como heredera legitima de Tar-Palantir antes de que su primo Ar-Phârazon la obligara a casarse con él.
Se cree que desapareció con la caída de Númenor, ya que no se le vuelve a mencionar más en otras historias.
- Datos: Q11086851